# Jimmy Nolen
Jimmy Nolen (3 de abril de 1934 – 18 de dezembro de 1983) foi um guitarrista americano, conhecido por ter criado o estilo chamado "chicken scratch" e ter tocado na banda de James Brown. Em sua pesquisa dos "100 Maiores Guitarristas de Todos os Tempos", a revista inglesa Mojo classifica Nolen em número doze.

## História

### Início de carreira
Nascido em Oklahoma City, Oklahoma, EUA, Nolen começou a tocar guitarra aos 14 anos, aprendendo de maneira auto-didata em uma guitarra fabricada pela Harmony Company. Tendo tocado violino desde os 9 anos de idade, Nolen já se inspirava no estilo de T-Bone Walker. Nolen foi "descoberto" em um clube de Tulsa, Oklahoma por Jimmy Wilson, um cantor de blues famoso por seu sucesso de 1953, "Tin Pan Alley". Logo depois, Wilson ofereceu a Nolen um emprego em sua banda. Ele levou Nolen para Los Angeles, Califórnia para tocar em uma banda de estúdio juntamente com os músicos Monte Easter (trompete) e Chuck Higgins  (saxofone tenor). Durante este período Nolen gravou seus próprios singles, a maioria deles pela gravadora subsidiária da King Records, a Federal, mas sem sucesso. Nestes primeiros discos Nolen cantava e tocava canções inspiradas pelos blues.
Em 1957 Nolen começou a tocar com Johnny Otis, substituindo Pete "Guitar" Lewis, que estava doente. Foi um dos principais músicos no sucesso de Otis "Willie and the Hand Jive." Permaneceu na banda de Otis até 1959 quando formou seu próprio grupo, The Jimmy Nolen Band. Eles se apresentavam em pequenos clubes e salões de baile na Califórnia e no Arizona, no chamado "chitlin' circuit", abrindo shows para alguns dos grandes artistas que passavam pela Califórnia. As principais influências que inspiraram sua técnica foram  T-Bone Walker, B.B. King e Lowell Fulson. A The Jimmy Nolen band foi popular mas nunca lançou qualquer disco, pois seu principal propósito era abrir shows para grandes artistas. No começo dos anos 1960 Nolen começou a tocar com a banda de apoio para a lenda da  harmónica George "Harmonica" Smith.

### James Brown (1965-1970)
Em 1965, Nolen se juntou à banda de James Brown por recomendação de Les Buie, guitarrista de Brown na época. Buie estava cansado da vida na estrada e recomendou Nolen como substituto quando a banda estava em Los Angeles. Assim como o saxofonista Maceo Parker, o trombonista Fred Wesley e os bateristas Clyde Stubblefield e John "Jabo" Starks, Nolen foi uma das colunas na banda de James Brown. Nolen tocou com James de 1965 até 1970, quando toda a banda debandou em resposta ao comportamento de Brown, além de retenção de salários e tratamento degradante.

### The J.B.'s/Maceo and All the King's Men (1972-1973)
Durante este período Nolen saiu em turnê com o grupo de Maceo Parker, Maceo & All the King’s Men. James respondeu à saída em massa de seus músicos, contratando uma banda ainda jovem chamada Pacemakers que eram de Cincinnati, Ohio. A banda era composta de William "Bootsy" Collins no baixo, seu irmão Phelps "Catfish" Collins na guitarra, Robert McCullough no saxofone, Clayton Gunnels no trompete e Frank Waddy na bateria. A nova banda foi batizada de The J.B.'s e marcou uma nova era para James Brown. Meses após esta nova formação,   Starks e Stubblefield retornaram. Apesar de seu inegável talento para o funk, o grupo teve vida relativamente curta, pois os irmãos Collins saíram da banda para se juntar ao grupo de George Clinton, o Parliament-Funkadelic. Em 1972 Nolen voltou a tocar com os The J.B.'s.

### Morte
Nolen permaneceu tocando com Brown até 18 de dezembro de 1983, quando sofreu um ataque cardíaco, morrendo aos 49 anos em Atlanta, Georgia.

## Legado no Hip hop
Apesar de Nolen ter definido o estilo de guitarra que influenciou décadas de guitarristas e grupos de funk, incluindo Earth, Wind & Fire, Tower of Power, Chic, George Clinton, e muitos outros, sua influência em outras formas da música popular contemporânea como o  hip hop é sempre omitido. Faixas de James Brown como "Papa's Got a Brand New Bag". "I Got You (I Feel Good)", "It's a Man's Man's Man's World," "Cold Sweat," "Bring it Up (Hipster’s Avenue)", "Ain't It Funky Now", "Funky Drummer" e  "The Boss" tem sido sampleadas por inúmeros produtores musicais, DJs e MCs. Eric B., o produtor e DJ associado às primeiras gravações de Rakim, é conhecido pelo uso de samples de canções de James Brown, a maioria delas com participação de Nolen, "Jabo" Starks  e/ou Clyde Stubblefield. Um bom exemplo seria “Move the Crowd”, em que Eric B. sampleia a canção de Brown de 1969, "Say It Loud – I'm Black and I'm Proud" ou a faixa de 1973 "Blind Man Can See it" na canção de Eric B. & Rakim "?." O The Bomb Squad, grupo de produção do Public Enemy, é outro nome na extensa lista de produtores que tem sampleado os grooves de Nolen.